# Sejm zwyczajny 1690
Sejm 1690 – sejm zwyczajny I Rzeczypospolitej został zwołany przez króla Jana III Sobieskiego 31 października 1689 roku do Warszawy.
Sejmiki przedsejmowe w województwach odbyły się  5-7 grudnia 1689 roku. Marszałkiem sejmu obrano Tomasza Działyńskiego, starostę bratiańskiego. Obrady sejmu trwały od 16 stycznia do 6 maja 1690 roku.
Sejm odbył się po zawarciu porozumienia między obozem królewskim a Sapiehami, tworzącymi silną opozycję przeciwko królowi na Litwie. Zakończył się uchwaleniem wysokich podatków, które miały umożliwić kontynuowanie wojny z Turcją.